# Fusobacteriaceae
Fusobacteriaceae es un grupo de fusobacterias que son bacilos gramnegativos, fermentativos y que pueden ser desde anaerobios obligados a microaerófilos. No poseen motilidad, habitan la mucosa oral e intestinal humana o animal y se encuentran también en sedimentos anaerobios.
Fermentan carbohidratos o aminoácidos y péptidos, produciendo ácidos orgánicos como el acético, propiónico, butírico, fórmico o succínico, dependiendo de la especie y el sustrato.